# Sala da Cartografia Colonial e Documentos Antigos

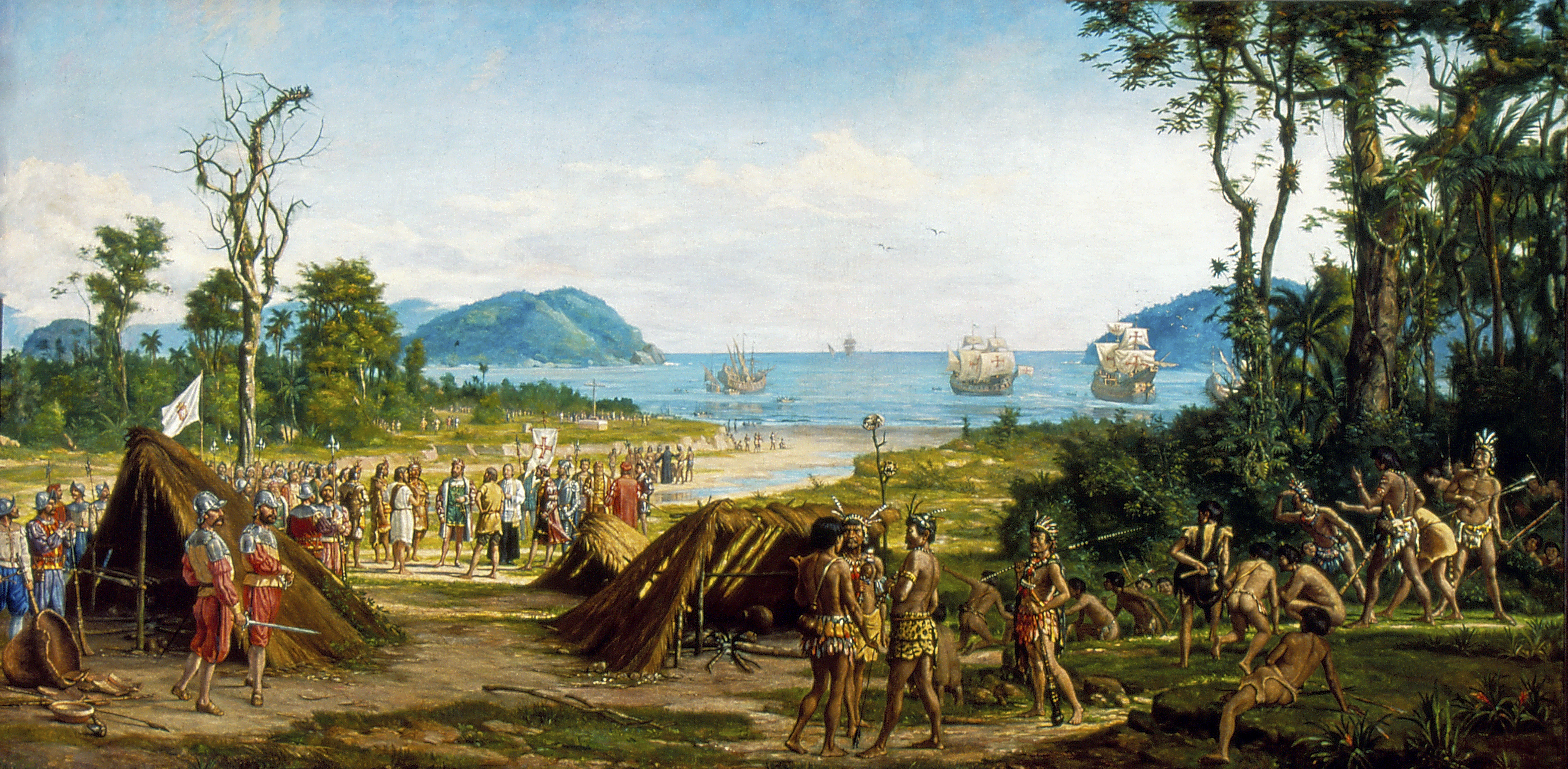
Fundação de São Vicente, 1900, Benedito Calixto de Jesus

Sala da Cartografia Colonial e Documentos Antigos ou Sala A-10 é uma sala de exposição no Museu do Ipiranga, criada em 1922, e reúne pinturas e documentos cartográficos e de texto que retratam a expansão territorial brasileira para o oeste e a história da civilização paulista e brasileira, retratando assim a Independência do Brasil, o bandeirantismo, a colonização quinhentista e a constituição do território. O idealizador da sala foi Afonso d’Escragnolle Taunay.
Das obras presentes na sala, destaca-se o grande painel Fundação de São Vicente de Benedito Calixto de Jesus, os retratos de Dom Pedro I, José Bonifácio de Andrada e Silva, José de Anchieta e Domingos Jorge Velho, do mesmo artista, assim como os retratos do coronel Francisco Inácio de Souza Queiroz e de sua esposa D. Francisca Miquelina de Souza Queiroz e do delimitador diplomático Alexandre de Gusmão e do Barão do Rio Branco.
Dos mapas, destaca-se a Carta Geral das Bandeiras Paulistas, de 1922 e organizado pelo próprio Taunay, além de diversos mapas antigos da região paulista, como o fac-símile do Mapa de Céspedes Xeria, que teria sido o primeiro mapa a retratar o sertão paulista, em 1628. Destacam-se também autógrafos de diversas personalidades políticas antigas e os códices Livro segundo do Governo do Brasil e Governo da Índia e Ultramar.

## Lista de obras presentes na sala da Cartografia Colonial e Documentos Antigos
Segue uma lista de obras presentes na sala, citadas por Taunay no Guia da Secção Histórica do Museu Paulista, de 1937.
| Imagem | Nome da obra                                                                       | Data      | Artista                         | Materiais utilizados | Coleção                                                        | Versão audível |
| ------ | ---------------------------------------------------------------------------------- | --------- | ------------------------------- | -------------------- | -------------------------------------------------------------- | -------------- |
|        | Carta Geral das Bandeiras Paulistas                                                | 1922      | Santos Filho Gregório Colas     |                      | Coleção Museu Paulista                                         |                |
|        | Domingos Jorge Velho                                                               | 1903      | Benedito Calixto                | tinta a óleo tela    | Coleção Fundo Museu Paulista Coleção Museu Paulista            |                |
|        | Fundação de São Vicente                                                            | 1900      | Benedito Calixto                | tinta a óleo         | Coleção Museu Paulista                                         |                |
|        | Retrato de Alexandre de Gusmão                                                     | 1936      | Oswaldo Teixeira                | tinta a óleo tela    | Coleção Museu Paulista Coleção Fundo Museu Paulista            |                |
|        | Retrato de Dom Pedro I                                                             | 1902      | Benedito Calixto                | tinta a óleo tela    | Coleção Fundo Museu Paulista Coleção Museu Paulista            |                |
|        | Retrato de Francisca Miquelina de Souza Queiroz                                    | século XX | Pedro Antonio Martínez Expósito | tinta a óleo         | Coleção Museu Paulista Coleção Olga de Souza Queiroz           |                |
|        | Retrato de José Bonifácio de Andrada e Silva                                       | 1902      | Benedito Calixto                | tinta a óleo tela    | Coleção Fundo Museu Paulista Coleção Museu Paulista            |                |
|        | Retrato do Barão do Rio Branco                                                     | século XX | Bernardino Souza Pereira        | tinta a óleo         | Coleção Museu Paulista Coleção Fundo Museu Paulista            |                |
|        | Retrato do Coronel Francisco Inácio de Souza Queiroz                               | século XX |                                 | linho tinta a óleo   | Coleção Museu Paulista Coleção Fundo Museu Paulista            |                |
|        | Retrato do Padre José de Anchieta                                                  | 1902      | Benedito Calixto                | tinta a óleo         | Coleção Museu Paulista                                         |                |
|        | Roteiro da Viagem de D. Luiz e Sespedes Xerias, Ao Guairá, Via S. Paulo (Colonial) |           |                                 | papel mídia impressa | Coleção João Baptista de Campos Aguirra Coleção Museu Paulista |                |